# Werder Brême (féminines)
Maillots
Actualités
Le Werder Brême, club allemand de football, comporte une équipe féminine.

## Histoire
La section féminine du Werder Brême existe dès les années 1970, participant notamment au Championnat d'Allemagne féminin de football 1974.
Recréée en 2007, l'équipe féminine du Werder Brême réapparaît en première division lors de la saison 2015-2016 après avoir terminé vice-champion de deuxième division 2014-2015, le FC Lübars, champion, ne pouvant pas être promu pour raisons financières.

## Palmarès
- Coupe d'Allemagne
  - Finaliste : 2025
- Championnat d'Allemagne D2
  - Champion : 2017 (Nord) et 2020
  - Vice-champion : 2015 (Nord)

## Entraîneurs
- 2007-déc. 2007:  Frank Schwalenberg
- janv. 2010-2011 :  Holger Stemmann
- 2011-2012 :  Dirk Hofmann
- 2012-2013 :  Birte Brüggemann
- 2013-2015 :  Chadia Freyhat
- 2015-2017 :  Steffen Rau
- 2017-2019 :  Carmen Roth
- 2019-2021 :  Alexander Kluge
- 2021- :  Thomas Horsch